# Дистрофия роговицы Месманна
Дистрофия роговицы Месманна (эпителиальная дистрофия роговицы) — редкая форма дистрофии роговицы, поражающая роговичный эпителий, в котором из-за мутаций генов KRT3 и KRT12, кодирующих кератин, возникают кисты. Из-за крайне малого размера мутных пятнышек, постепенно образующихся в толще эпителия, болезнь зачастую диагностируют, когда пациент достигает среднего возраста и начинает страдать от фотофобии и снижения зрения. В качестве терапии может быть использовано удаление эпителия, но оно не ведёт к окончательному излечению.
Впервые заболевание было описано в 1939 году в Германии Месманном (1888-1969) и Вилке.